# Johannes Baptist Katschthaler

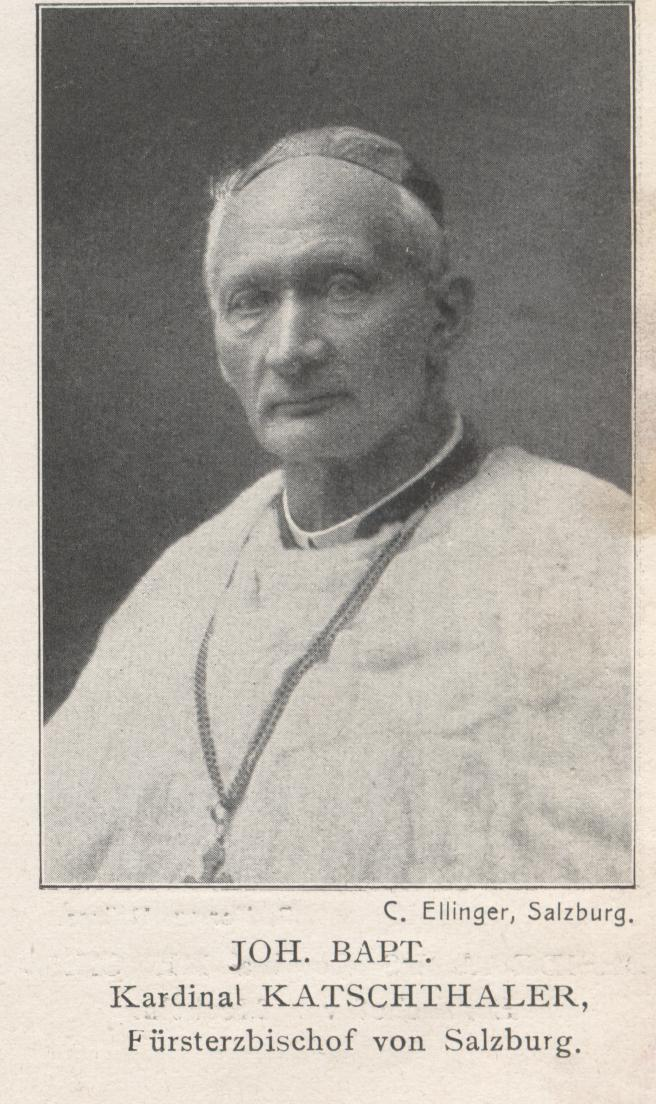
Porträt aus der Festschrift zum XXIII. Internationalen Eucharistischen Kongress, Wien 1912

Kardinalswappen Katschthalers

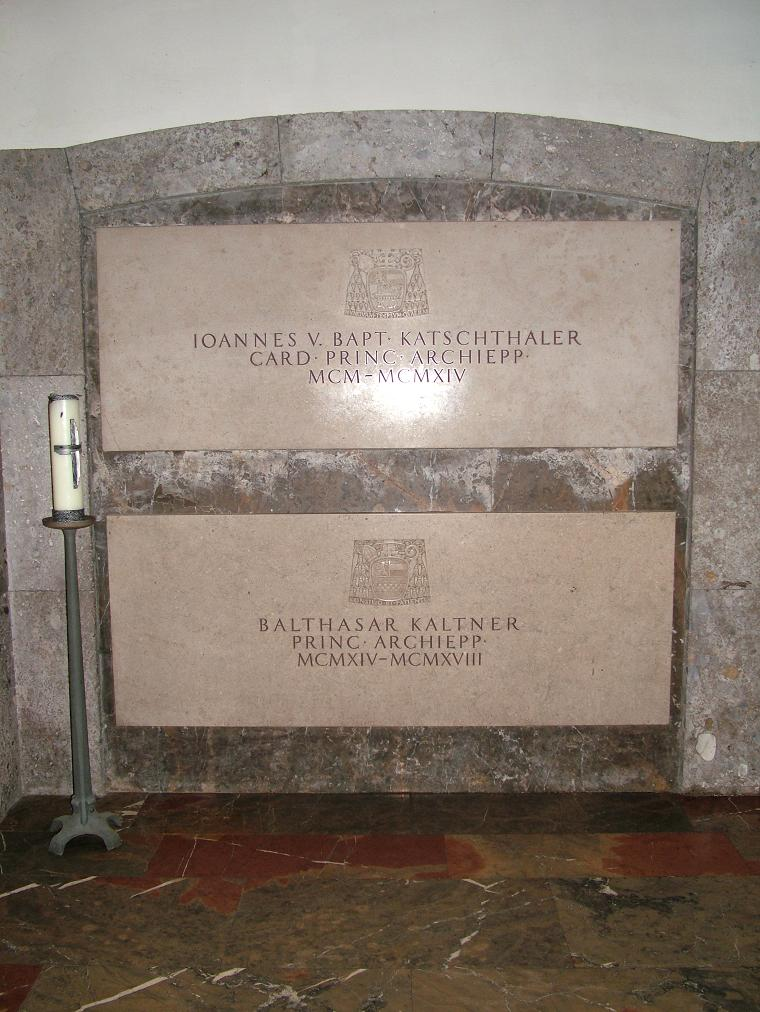
Grabstätte der Erzbischöfe Katschthaler und Kaltner

Johannes Baptist Kardinal Katschthaler (* 29. Mai 1832 in Hippach im Zillertal; † 27. Februar 1914 in Salzburg) war von 1900 bis zu seinem Tod Erzbischof von Salzburg.

## Leben
Johannes Baptist Katschthaler studierte erst in Wien und darauf Theologie in Salzburg, wo er zum Doctor theologiae promoviert wurde. Nach seiner Priesterweihe am 31. Juli 1855 in Salzburg war er zunächst Vikar in St. Johann im Pongau. 1864 wurde er Dogmatikprofessor und lehrte ab 1875 in Innsbruck die Fächer Dogmengeschichte und Apologetik. Seit 1876 war er Ehrenmitglied der katholischen Studentenverbindung AV Austria Innsbruck.
Im Tiroler Landtag übernahm Katschthaler die Vertretung des Salzburger Erzbischofs. 1880 wurde Katschthaler dann Domkapitular in Salzburg und 1882 Direktor des Priesterhauses. Am 4. Juni 1891 ernannte Papst Leo XIII. ihn zum Weihbischof in Salzburg und Titularbischof von Cybistra. Johannes Evangelist Haller, Erzbischof von Salzburg, weihte ihn am 12. Juli 1891 zum Bischof. Mitkonsekratoren waren Johann Baptist Zwerger, Bischof von Seckau, und Josef Kahn, Bischof von Gurk. 1892 wurde er Dompropst. Seine Wahl zum Erzbischof erfolgte am 10. Mai 1900. Die päpstliche Bestätigung erfolgte am 17. Dezember 1900 und die Inthronisation mit Übergabe des Paliums erfolgte am 13. Januar 1901
Am 22. Juni 1903 kreierte Papst Leo XIII. ihn zum Kardinal. Katschthaler nahm am Konklave 1903 teil, an dem Pius X. zum Papst gewählt wurde. Dieser wies ihm am 12. November die Titelkirche San Tommaso in Parione zu.
Johannes Baptist Katschthaler förderte maßgeblich den Gedanken der Wiedererrichtung einer (katholischen) Universität in Salzburg, er unterstützte kirchliche Reformen und war ein bekannter Förderer der Kirchenmusik und der sakralen Kunst. Sein Hirtenbrief über die Würde des Priestertums erregte in Kirchenkreisen viel Aufsehen.
Erzbischof Katschthaler wurde in der Krypta des Salzburger Domes beigesetzt.